# Listă de conducători de stat din 673
669 - 670 - 671 - 672 - 673 - 674 - 675 - 676 - 677
Aceasta este o listă a conducătorilor de stat din anul 673:

## Europa
- Anglia, statul anglo-saxon Northumbria: Ecgfrith (rege, 671-685)
- Anglia, statul anglo-saxon East Anglia: Aldwulf (rege, 664-713?)
- Anglia, statul anglo-saxon Essex: Sighere (rege, cca. 664-cca. 680) și Sebbi (cca. 664-cca. 694)
- Anglia, statul anglo-saxon Kent: Egbert I (rege, 664-673) și Hlothhere (rege, 673-684)
- Anglia, statul anglo-saxon Mercia: Wulfhere (rege, 659-675)
- Anglia, statul anglo-saxon Sussex: Aethelwalh (rege, cca. 660?-cca. 685)
- Anglia, statul anglo-saxon Wessex: Seaxburh (regină, 672-674)
- Benevento: Romuald I (duce, 662-677)
- Bizanț: Constantin al IV-lea (împărat din dinastia Heraclizilor, 668-685)
- Francii din Austrasia: Childerich al II-lea (rege din dinastia Merovingiană, 662-675; totodată, rege în Neustria și Burgundia, 673-675)
- Francii din Neustria și Burgundia: Chlothar al III-lea (rege din dinastia Merovingiană, 657-673), Theuderich al  III-lea (rege din dinastia Marovingiană, 673, 675, 676-691; totodată, rege în Austrasia, 679-691) și Childerich al II-lea (rege din dinastia Merovingiană, 673-675; totodată, rege în Austrasia, 662-675)
- Friuli: Wechtar (duce, 666-678)
- Gruzia, statul Khartlia (Iberia): Adarnase al II-lea (patriciu, cca. 650-684/685)
- Longobarzii: Perctarit (rege din dinastia bavareză a Agilolfingilor, 661-662, 671 sau 672-688)
- Neapole: Cosmas (duce bizantin, 670/671-672/673) și Andrei I (duce bizantin, 672/673-677/678)
- Ravenna: Grigore (exarh, cca. 666-678)
- Scoția, statul picților: Brude al III-lea (rege, 672-693)
- Scoția, statul celt Dalriada: Domangort al II-lea mac Domnall (rege, 660-673) și Maelduin (rege, 673-689)
- Spoleto: Thrasimund I (duce, 665-703; totodată, conte de Capua)
- Statul papal: Adeodatus al II-lea (papă, 672-676)
- Vizigoții: Vamba (Wamba) (rege, 672-680)

## Asia

### Orientul Apropiat
- Bizanț: Constantin al IV-lea (împărat din dinastia Heraclizilor, 668-685)
- Califatul omeiad: Muauia I ibn Abu Sufian (calif din dinastia Sufianizilor, 661-680)

### Orientul Îndepărtat
- Cambodgia, statul Tjampa: Vikrantavarman I (Prakasadharma) (rege din a patra dinastie, 653-686?)
- Cambodgia, statul Chenla: Jayavarman (rege, cca. 640-cca. 681)
- China: Gaozong (împărat din dinastia Tang, 650-683)
- Coreea, statul Silla: Munmu (Pobmin) (rege din dinastia Kim, 661-681)
- India, statul Chalukya: Vikramaditya I (Kokkuli Vikramaditya Prthivivallobha) (rege, 655-681)
- India, statul Chalukya răsăriteană: Mangi-Yuvaraja (rege, 672-696)
- India, statul Pallava: Paramesvaravarman (rege din a doua dinastie, 670-680)
- Japonia: Tenmu (împărat, 673-686)
- Kashmir: Pratapaditya al II-lea (Durlabhaka) (rege, 632-682)
- Nepal: Bhimarjanadeva (rege din dinastia Thakuri, 672-711)
- Sri Lanka: Hatthadatha al II-lea (rege din dinastia Silakala, 668-684)
- Tibet: Mang-srong Mang-bTsan (mang-song mang-tsen) (chos-rgyal, cca. 650-676/679)